# Mikasa Ackerman
Mikasa Ackerman (ミカサ・アッカーマン Mikasa Akkāman?) es un personaje de la serie de manga y anime Shingeki no Kyojin. Mikasa es presentada como una joven pueblerina que vive con la familia Yeager tras ser adoptada debido a la muerte de sus padres. Cuando gigantes criaturas conocidas como titanes invaden su hogar y se comen a la madre del protagonista Eren Yeager,  el susodicho, Mikasa y Armin, se unen a las tropas militares y forman parte del Cuerpo de Exploración, un grupo de soldados élite que luchan contra los titanes fuera de las murallas y estudian la fisiología de los mismos. Sin embargo, el verdadero motivo de lucha de Mikasa es su amor por Eren.

## Creación y concepción
Después de mudarse por primera vez a Tokio, Hajime Isayama consiguió un trabajo parcial y una de sus clientas se convirtió en la modelo de Mikasa. En una noche, cubrió su rostro con una bufanda, y el mangaka quedó cautivado por su mirada. Fue entonces cuando se le ocurrió el primer boceto de Mikasa. A Isayama le llamó la atención que esta clienta tenía rasgos asiáticos, lo que contrastaba con los personajes occidentales que a menudo se ven en el manga, especialmente Eren. La raza de Mikasa se ha mencionado únicamente como alguien de ascendencia asiática, lo cual fue una elección importante para Isayama, ya que planeaba que esto tuviera relevancia en la trama. Inicialmente, el autor imaginó que Mikasa, Levi y Kenny compartirían el mismo linaje de los Ackerman. Sin embargo, con el desarrollo de la historia, Isayama decidió que la razón detrás de la protección de Mikasa hacia su persona elegida no tenía relación directa con su linaje, sino que era simplemente parte de su naturaleza protectora. 
Hay algunas partes de Mikasa que están «sin refinar», pero por otro lado, posee una personalidad valiente. Isayama admite que estuvo fuertemente influenciado por Casca del manga Berserk al escribir a Mikasa. Isayama señaló que es típico que el héroe sea un hombre motivado por una mujer. Sin embargo, él realmente no apoya esa forma de pensar, ya que afectaría negativamente a Mikasa y la razón por la que se convierte en una mujer fuerte en la historia. Isayama reconoce las diferencias entre la estructura esquelética y la cantidad de músculos en hombres y mujeres, lo que resulta en diferentes niveles de fortaleza física. Sin embargo, prefiere no enfatizar esas diferencias en el manga, ya que le quitaría el interés y la fuerza de Mikasa como personaje. Para el protagonista Eren, Mikasa es más como una figura materna que un interés romántico. Isayama destaca que Eren busca independizarse y encontrar su propio camino en lugar de entablar una relación amorosa con ella. 
Isayama comparó la amistad de Mikasa con Eren y Armin con la experiencia de estudiantes de secundaria que se crían juntos desde la infancia hasta la graduación. Vio la escena del trío viendo el mar como un posible final alternativo para el manga. En el volumen 22 del manga, Isayama ilustró una imagen de Eren mirando al mar, algo que lo había motivado durante su infancia. Isayama explicó que Mikasa y Armin habían desarrollado una mentalidad centrada en Eren, deseando ayudarlo en todo momento. Según el autor, al principio su enfoque en la relación de Eren con Mikasa y Armin era más sesgado y similar a la forma en que uno ayuda a sus familiares que están atravesando dificultades, incluso si los lectores lo cuestionan. Sin embargo, a medida que la historia evolucionó, Isayama profundizó en las relaciones de los personajes y enriqueció su desarrollo, mostrando la complejidad de las conexiones emocionales entre ellos. Se dice que el nombre de Mikasa proviene del famoso pre-dreadnought de la Armada Imperial de Japón, también llamado Mikasa.

### Actrices de voz
Mikasa fue interpretada en japonés por Yui Ishikawa y en español latino por Ana Lobo. Ishikawa afirma que Mikasa se preocupa principalmente por Eren y se mantiene alejada del resto del mundo. Según la actriz, aunque pueda parecer un personaje con pocas expresiones emocionales, en realidad tiene muchos sentimientos en su corazón. Ishikawa se interesó por el misterio y el desarrollo del personaje después de leer el manga original hasta que le hablaron de la audición para el anime. Quería conseguir el papel para la serie y quedó sorprendida por la popularidad que Mikasa obtuvo a lo largo de los años. Cuando Mikasa confiesa sus sentimientos a Eren en la segunda temporada del anime, la actriz señaló que aunque Eren no compartía esos sentimientos hacia ella, ambos aún tenían la oportunidad de convertirse en pareja en un futuro. Esta escena muestra la complejidad de la relación entre los personajes y añade un toque de esperanza para su futuro desarrollo en la historia.
En la película de imagen real, es interpretada por Kiko Mizuhara. Mizuhara se refirió a Mikasa como un personaje inspirador tanto por su fuerza como por su cariño hacia Eren.

## Apariciones
Mikasa es una amiga de la infancia de Eren que fue recogida por otra familia tras ver cómo sus padres fueron brutalmente asesinados por traficantes de personas. Aunque en la serie no se afirma explícitamente que fuera recogida por los Yeager, se demuestra que al menos sentía un fuerte sentimiento de gratitud hacia ellos como tutores, así como hacia Eren, que le había salvado la vida y le había regalado una icónica bufanda. La trágica muerte de sus padres tuvo una influencia abrumadora en ella, haciéndole perder la inocencia y darse cuenta de la crueldad del mundo. Esto hizo que su personalidad se volviera más callada y retraída, manteniendo una expresión estoica excepto cuando se trata de Eren y sus amigos. Como cuidadora de Eren, se siente obligada a seguirle y protegerle a toda costa, incluso uniéndose a él en el Cuerpo de Exploración. Tras graduarse, los militares la consideran una genio y una prodigio sin precedentes, que vale más que cien soldados en una batalla.
Según se reveló más tarde, esto se debe a que el padre de Mikasa era descendiente del clan Ackerman, un descendiente de línaje eldiana que fue modificada genéticamente para crear soldados mejorados con la misma fuerza que un titán, diseñados originalmente para proteger al rey de Eldia. Bajo presión, estas habilidades heredadas genéticamente pueden permitir a un descendiente acceder a la experiencia de batalla de sus antepasados. Los instintos Ackerman de Mikasa se despertaron por primera vez tras la muerte de sus padres, cuando Eren la insistió a «luchar» contra sus secuestradores. Aunque técnicamente es mestiza, también es la última persona conocida de ascendencia asiática que reside en las murallas. Un tatuaje en la muñeca heredado de su madre indica que desciende de la prominente familia Azumabito, un clan de la nación oriental de Hizuru, cuyos antepasados emigraron de su tierra natal a Paradis como embajadores de honor. Mientras investiga a los Voluntarios Anti-Marleyanos, junto al Cuerpo de Exploración, Eren le revela a Mikasa que siempre la ha odiado por estar esclavizada a su sangre Ackerman que la «obliga» a protegerlo. A su vez, ella se abate y se quita la bufanda del cuello. Mientras sigue protegiendo a Eren, Mikasa decide unirse a una alianza con Marley para detener el genocidio que Eren planea en el mundo. En el clímax contra los Jaegeristas, Mikasa pierde el conocimiento y sueña con un escenario alternativo en el que ella y Eren escapan del ejército y viven juntos. Mikasa se recupera para matar al verdadero Eren y lo besa por última vez. Después, Eren confiesa a Armin que en realidad ama a Mikasa y que se preocupaba por sus compañeros, pero que no quería arrastrarlos a su masacre. Mikasa entierra a Eren bajo un árbol en una colina cercana al distrito de Shiganshina. El árbol crece con el tiempo hasta parecerse al que habitaba el organismo que otorgó a Ymir su poder de titán. Un tiempo indeterminado después de la muerte por vejez de Mikasa, una Shiganshina modernizada queda reducida a escombros en una guerra.

## Recepción

### Popularidad
Mikasa también fue un personaje popular. Recibió el premio como «Personaje femenino favorito» en los Newtype Animw Awards de 2013. En la misma premiación de 2016-2017, Mikasa quedó en el cuarto lugar de la categoría mencionada anteriormente. En los Anime Awards Selecta Visión, se llevó el premio a la «Mejor protagonista femenina». En el 36º Anime Grand Prix quedó en segundo lugar como «Mejor personaje femenino».